# Jean Pio
Jean Frédéric Guillaume Émile Pio, född 1 juli 1833 i Toksværd, död 12 januari 1884 i Köpenhamn, var en dansk skolledare och språkman av en från Frankrike härstammande släkt. Han var bror till Louis Pio.
Efter att ha blivit filologisk kandidat 1857 verkade han som lärare och bedrev språkstudier, särskilt i franska och nygrekiska; 1864–65 gjorde han en längre utlandsresa och vistades främst i Aten. Från 1868 ledde han Borgerdydskolen i Köpenhamn.
Pio, som 1875 utnämndes till professor, grundade och redigerade den pedagogiska tidskriften "Vor Ungdom". Hans viktigaste skrifter är Contes populaires grecs (1879), H.C. Andersen’s Historien om en Moder, paa 15 Sprog (1875, med Vilhelm Thomsen) samt en del mindre avhandlingar och flera läroböcker.